# Курловский расстрел

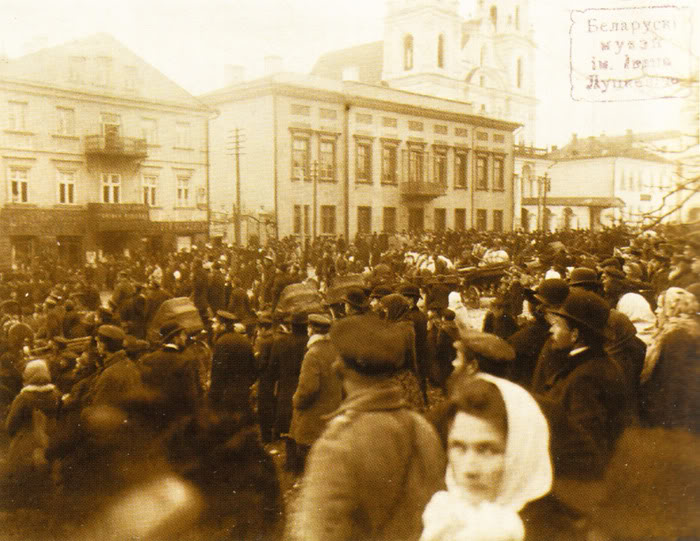
Люди перед домом губернатора на Соборной площади в Минске.

Курловский расстрел — расстрел царскими войсками и полицией митинга в Минске 18 (31) октября 1905 года.

## Ход событий
18 (31) октября 1905 года по городу начали распространяться слухи о Манифесте 17 октября, который провозглашал в стране некоторые демократические свободы, давал законодательные полномочия Государственной думе, но сохранял в России самодержавие. Жители выходили на улицу. Толпы людей превращались в митинги и демонстрации, участники которых с красными флагами и революционными песнями направлялись к Виленскому вокзалу Либаво-Роменской железной дороги (теперь вокзал Минск-Пассажирский).
В 11 часов начался митинг.
По требованию его участников губернатор Павел Григорьевич Курлов должен был освободить политзаключённых. К 16 часам на площади перед вокзалом собралось около 20 тыс. человек.
На возвышении, где выступали ораторы как символ свободы стояла женщина с красным флагом. Чтобы разогнать митинг, жандармский полковник Вильдеман-Клопман с согласия Курлова распорядился открыть стрельбу по его участникам. Жертвами стали около 100 человек, около 300 человек были ранены.
В ответ на это Минская организация РСДРП обратилась к властям города с призывом, в котором требовала: немедленно отстранить от должности и отдать под суд губернатора Курлова и прочих лиц, виновных в расстреле, распустить полицию, удалить из города казаков, обеспечить семьи жертв за счёт государства и администрации города, вооружённым силам не вмешиваться в собрания граждан.
Минский коалиционный совет в знак протеста создал всеобщую стачку, которая продолжалась до 24 октября (6 ноября) 1905.
Возмущение жестокой расправой над участниками митинга в Минске было настолько велико, что власти вынуждены были отозвать Курлова в Петербург и начать официальное расследование. Курлов не признал своей вины в событиях 18 (31) октября 1905 и переложил её на военное командование. Военное командование, напротив, обвинило Курлова в неадекватных действиях, в том числе в нарушение правил о привлечении войск для содействия гражданским властям, в бездействии власти и к приказу стрелять в толпу, когда с её стороны вооружённой угрозы не было. Однако по итогам расследования Правительствующим Сенатом преступников к ответственности не привлекли.

## Память
- В 1928—1941 годах на площади перед железнодорожным вокзалом в Минске стоял памятник жертвам Курловского расстрела 1905 года, выполненный из чёрного мрамора. После Великой Отечественной войны не был восстановлен.
- На станции метро «Площадь В. И. Ленина» установлен бронзовый мемориальный знак «Курловский расстрел», скульптор Анатолий Александрович Аникейчик, архитекторы Л. Градов, Леонид Менделевич Левин.
- В 1924 году белорусский художник Гавриил Виер, который был свидетелем трагедии, написал картину «Курловский расстрел».
- В 1925 году Михась Филиппович написал полотно «Расстрел в Минске».
- Сохранился также эскиз 1939 года картины Исаака Ароновича Давидовича «Курловский расстрел», однако судьба завершённого произведения неизвестна[3].